# Sydsidens Vilde
"Sydsidens Vilde" er en dansk rapsang, der optræder på hiphopgruppen Hvid Sjokolades 2. album Levende poeters klub fra 1997. Sangen er en feature, med Hvid Sjokolade (Tommy Bredsted, Lasse Lindholm Nielsen, Niels Henrik Gerts), Kenneth Kold (fra rapgruppen Klart Dér!), Hast/Tobias, og graffitimalerne CMP og Spin. Dette nummer var sammen med tracket "Endnu en MC", den eneste feat. på det album. På nummeret medvirker også Martin Lærke som congas. Nummeret blev produceret af Hvid Sjokolade selv og Saqib Hassan.
Nummeret blev indspillet, mixet og mastered i Focus Recording i september i 1997. Nummeret blev remasteret sammen med CD'en Levende Poeters Klub af Nage (Niels Henrik Gerts) i The Planet i midten af 2006.

## Om sangen
Hvid Sjokolade lavede nummeret som en hyldest til deres hjemby Næstved, hvor de var vokset op og havde mødt hinanden. CMP og Spin, havde utrolig meget respekt i den lille by og introducerede de unge mænd for hiphopkulturen. De var ikke særlig gode til at rappe og havde overhovedet ingen erfaring med det, men Hvid Sjokolade mente at de var værd at have med på et track.
| Citat | Det var super grineren. Det nummer var vores hyldest til Næstved, eftersom vi lige var flyttet til København der. CMPSpin var godfathers i Næstved, og det var dem som introducerede os for hiphoppen. CMP gik altid rundt og rappede: "KRS 1 er en teacher / Rakim the leader / du siger det' helt okay / så længe det forbliver", hvilket jeg tror var de to eneste linjer han havde skrevet før hans vers på Sydsidens Vilde. Men vi troede på dem, og er den dag i dag også super glade for det nummer. Flowmæssigt er det måske ikke jordens fedeste rap, men deres sjæl er i det, og det var det vigtigste… | Citat |
|       | |       |

 – Tommy Bredsted (Onkel Tom).
Rent teknisk, er nummeret ikke særlig gennemført. Den erfarne Tommy Bredsted starter og slutter nummeret med en strofe, og midten består af de andre fra hans rapgruppe, og de øvrige artister der medvirker på nummeret. CMP og Spins vers er ikke særlig rytmiske. Den dag i dag synes Hvid Sjokolade, at nummeret er yderst vellykket og de betragter det som en af deres bedste hits til dato.
| Citat | Det kommer også an på hvordan man ser det. Hvis man sidder og ser teknisk på det og bedømmer flow med videre, så scorer det ikke topkarakterer. Det er der nogle der gør, og al respekt for det, men jeg synes især i denne situation, at det er vigtigere at de tilføjer noget til nummeret, som løfter det. De har jo gået og levet for det i flere år, og det kan man ikke andet end at respektere, medmindre man synes at alt andet end det mest komplekse Eminem har lavet er wack. | Citat |
|       | |       |

 – Niels Henrik Gerts (Nage).
Sangen er meget overfladisk og en hardcoresang, der beskæftiger sig med hver og én af kunstnernes kvaliteter. Titlen Sydsidens Vilde skal forstille at indikere kunsterne, der alle er fra byen Næstved der ligger på Sydsjælland.